# Bricole (attelage)
Pour les articles homonymes, voir Bricole.

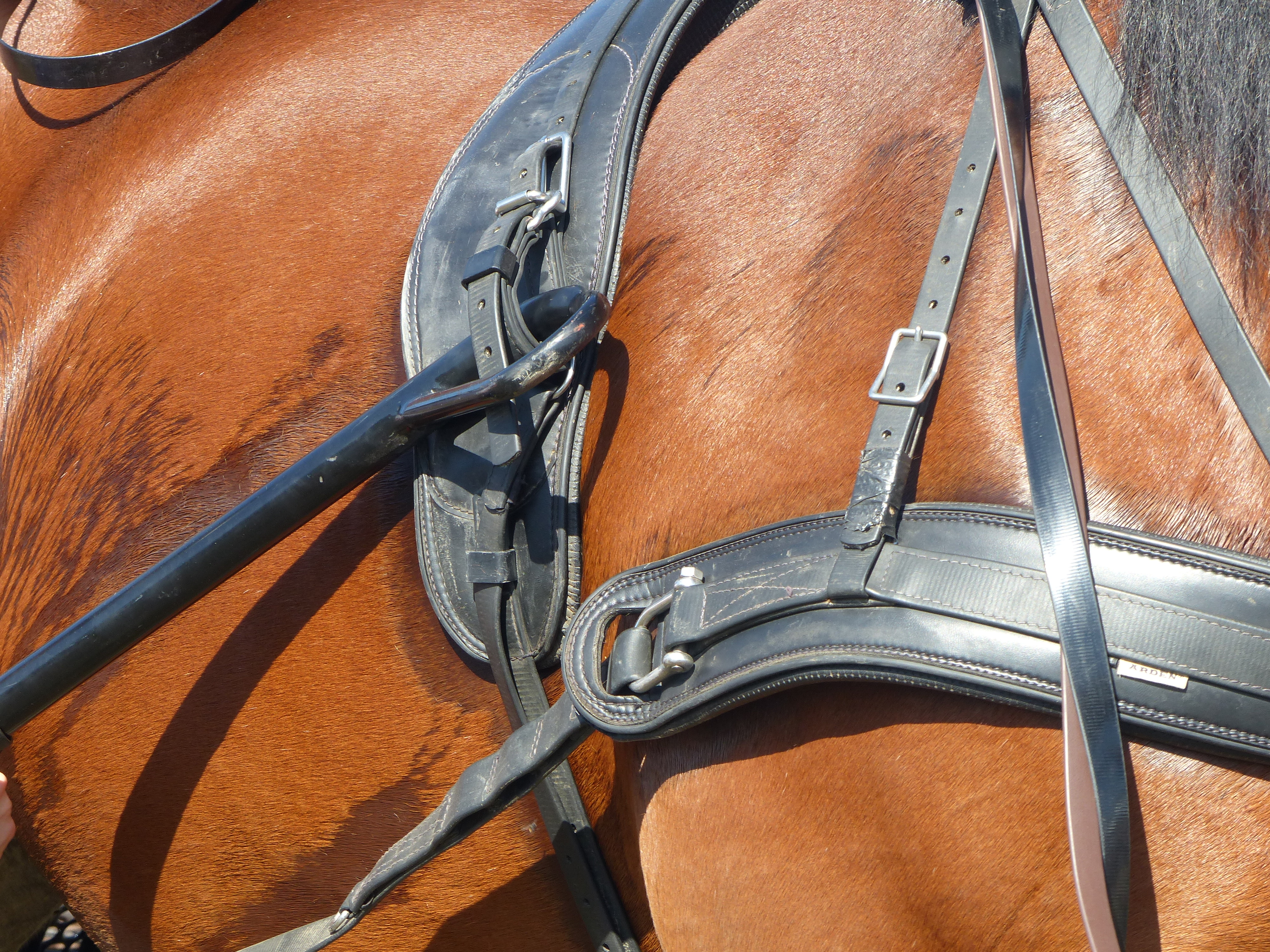
Bricole et sellette du harnachement d'un cheval Breton.

Une bricole est une large courroie, originellement de cuir, permettant la traction par un équidé de charges légères telles qu'une carriole. Elle peut être dissociée des traits.
Les travaux lourds, comme la traction d'un tombereau ou d'une charrue, nécessitaient un dispositif appelé collier. L'utilisation d'une bricole nécessite un palonnier sur l'élément tracté, cela empêche la bricole de frotter sur le thorax de l'équidé et par conséquent, de le blesser.
On trouve désormais des bricoles en matières synthétiques.

## Batelerie

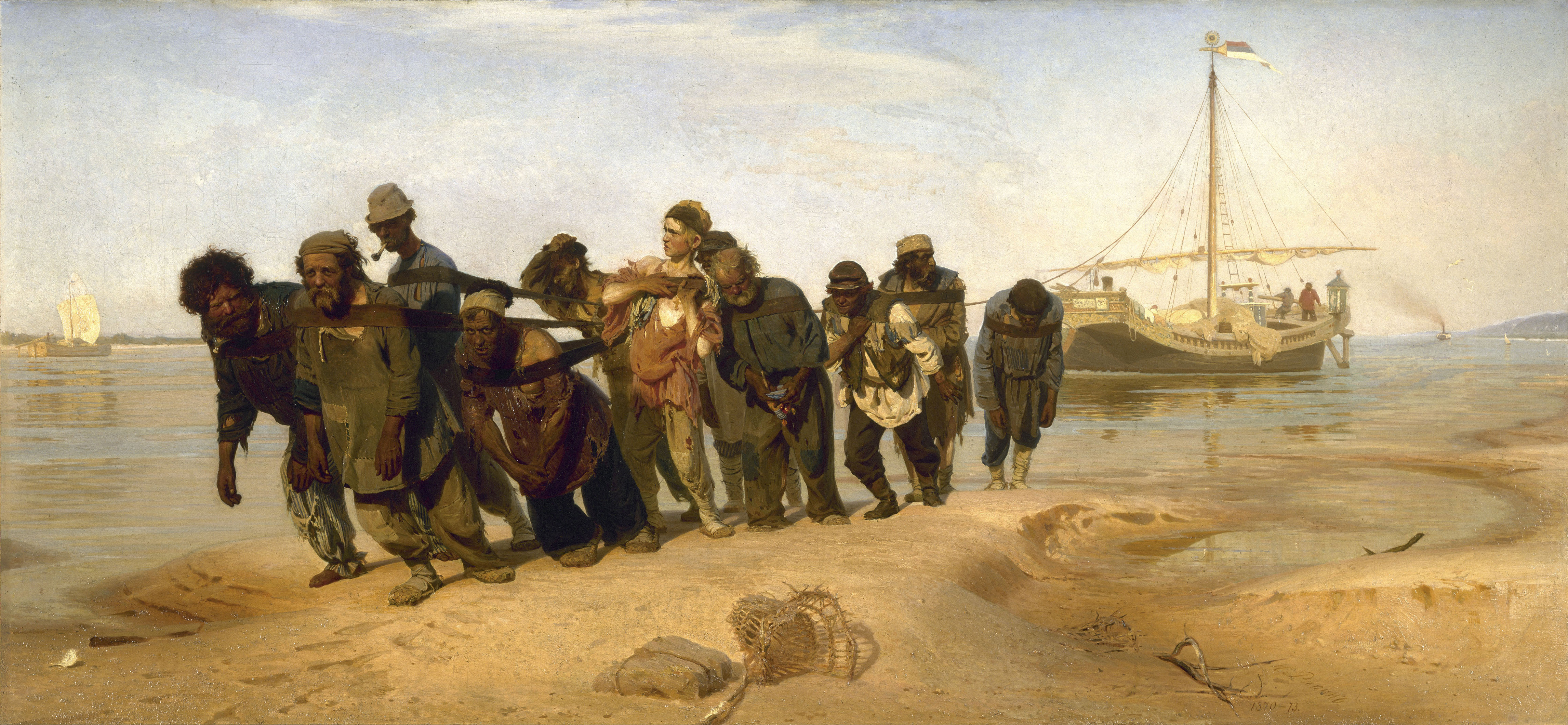
Halage à la bricole, Les Bateliers de la Volga, par Ilia Répine

La bricole est aussi un large harnais permettent le halage d'un bateau ou péniche le long d'un canal, soit par un équipage humain (voir l'exemple des bateliers de la Volga), soit par un équipage animal.

## Artillerie
La bricole est, par extension, la méthode de traction d'une pièce d'artillerie de campagne par ses servants, à l'aide de câbles appelées bricoles.